# Крамково
Крамково (пол. Kramkowo) — село в Польщі, у гміні Візна Ломжинського повіту Підляського воєводства.
Населення — 274 особи (2011).
У 1975-1998 роках село належало до Ломжинського воєводства.

## Демографія
Демографічна структура станом на 31 березня 2011 року:
|          | Загалом | Допрацездатний вік | Працездатний вік | Постпрацездатний вік |
| -------- | ------- | ------------------ | ---------------- | -------------------- |
| Чоловіки | 142     | 30                 | 92               | 20                   |
| Жінки    | 132     | 32                 | 63               | 37                   |
| Разом    | 274     | 62                 | 155              | 57                   |